# 500人広場

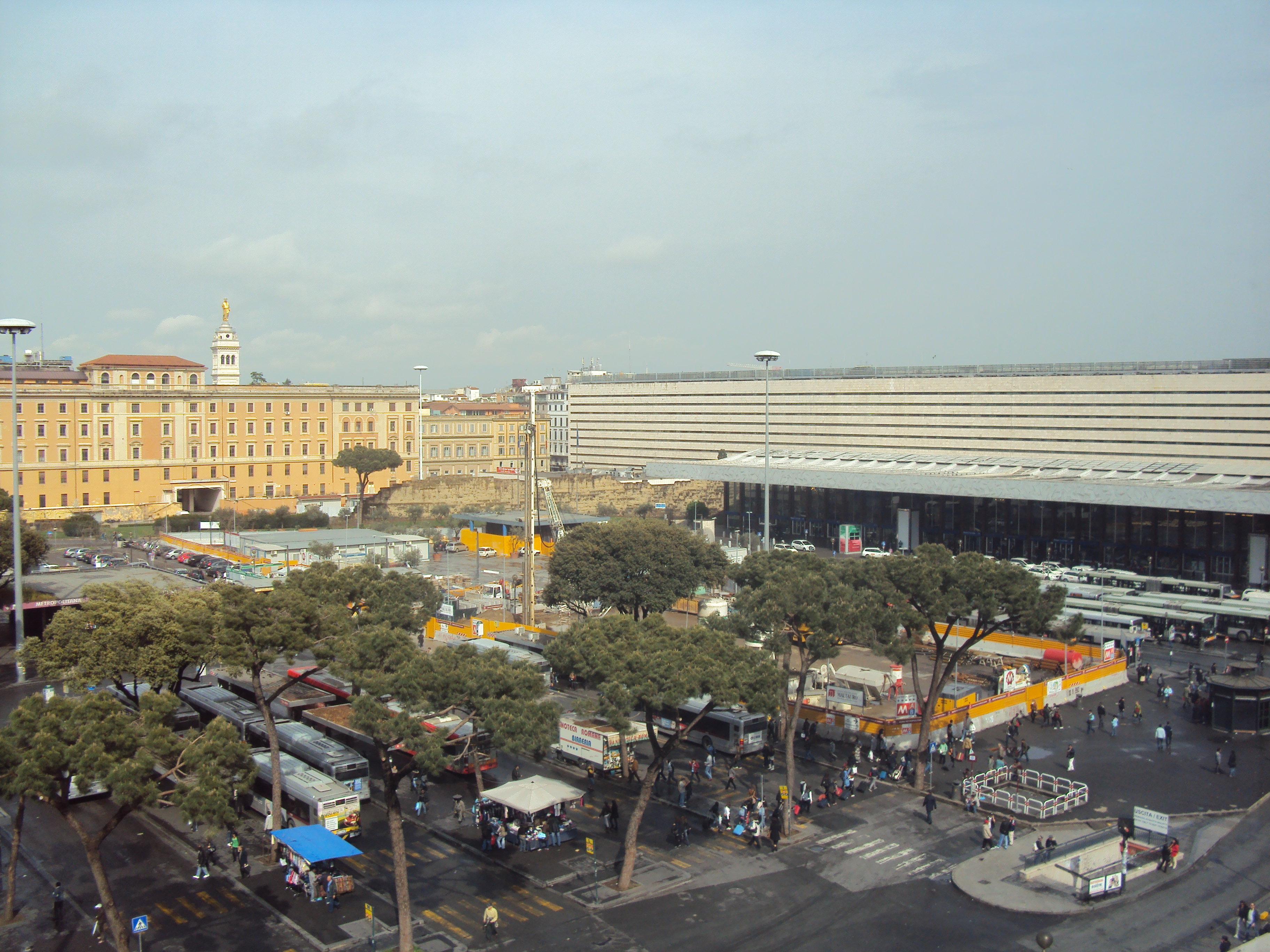
500人広場 (右側がテルミニ駅舎)

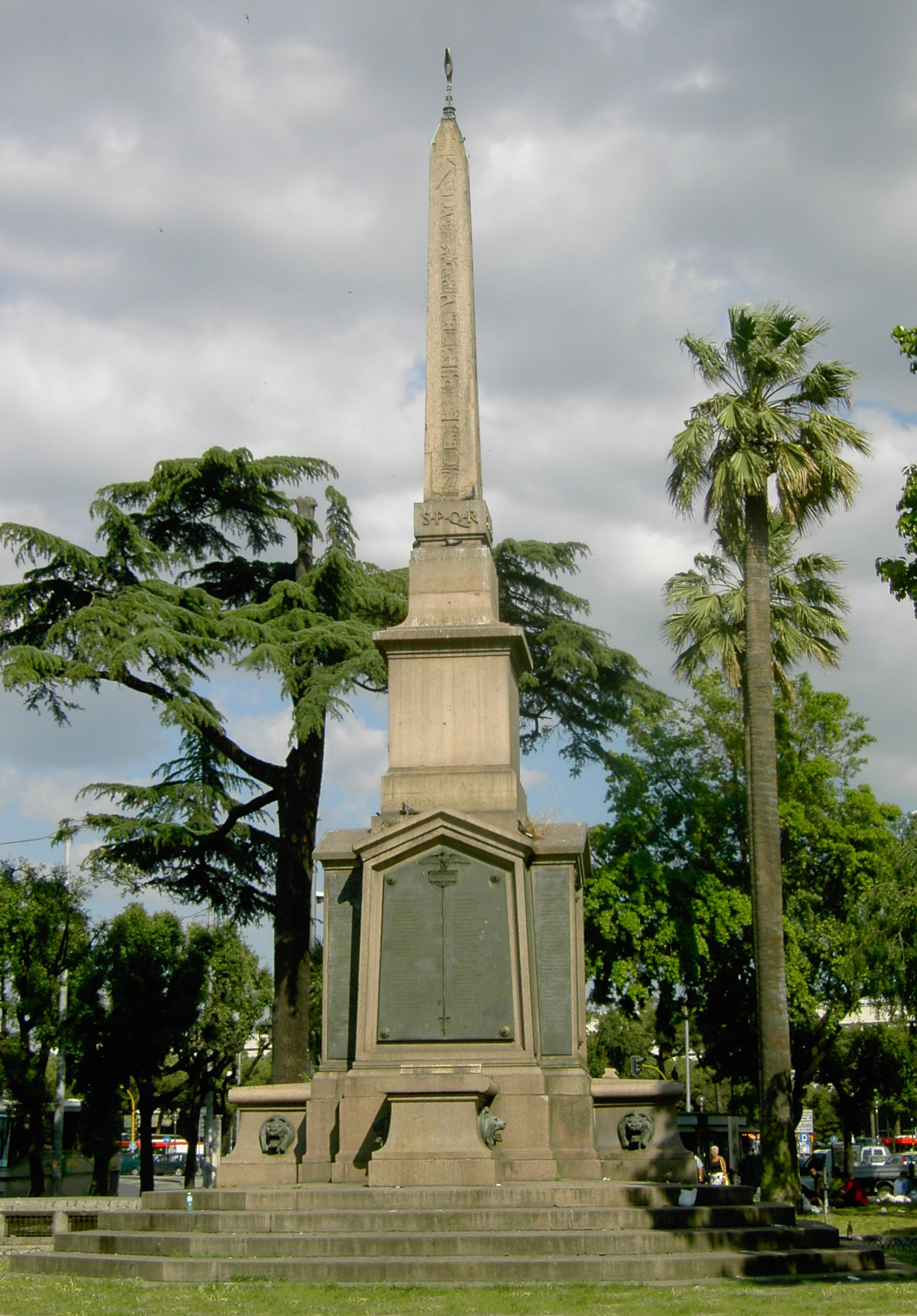
ドガリのオベリスク

500人広場（イタリア語: Piazza dei Cinquecento ピアッツァ・デイ・チンクエチェント）は、イタリア ローマの中心地区にある広場で、ローマ・テルミニ駅、ジョヴァンニ・ジョリッティ通り（Via Giovanni Giolitti）、マルサーラ通り（Via Marsala）とヴィッラ・ペレッティ広場（Largo di Villa Peretti）に囲まれた場所である。地名の由来は1887年のドガリの戦いで圧倒的劣勢下で戦った“500人のイタリア軍人の犠牲者”を追悼するため命名された。それ以前は隣接するディオクレティアヌス浴場（Terme di Diocleziano）に因んでテルミニ広場（Piazza di Termini）と呼ばれていた。
1551年に作られた地図では、この付近は“Altissimus Romae Locus”と呼ばれており、ディオクレティアヌス帝やシクストゥス5世が作った人工の丘“Giustizia”であった。1860年から1878年にかけてローマ・テルミニ駅の建設の為、この人工の丘は崩されて整地された。テルミニ駅前には500人のイタリア軍人犠牲者を追悼するため、サンタ・マリア・ソプラ・ミネルヴァ教会の敷地から発掘されたラムセス2世のオベリスクが建てられた。このことからこのオベリスクはドガリのオベリスクと呼ばれ、駅前広場は500人広場と呼ばれるようになった。1924年、500人広場の改修の為、このオベリスクは共和国広場との間にある小さな公園に移設され、ディオクレティアヌス浴場に因んで“テルメ・オベリスク”（Terme Obelisk）と呼ばれるようになった。

## 周辺

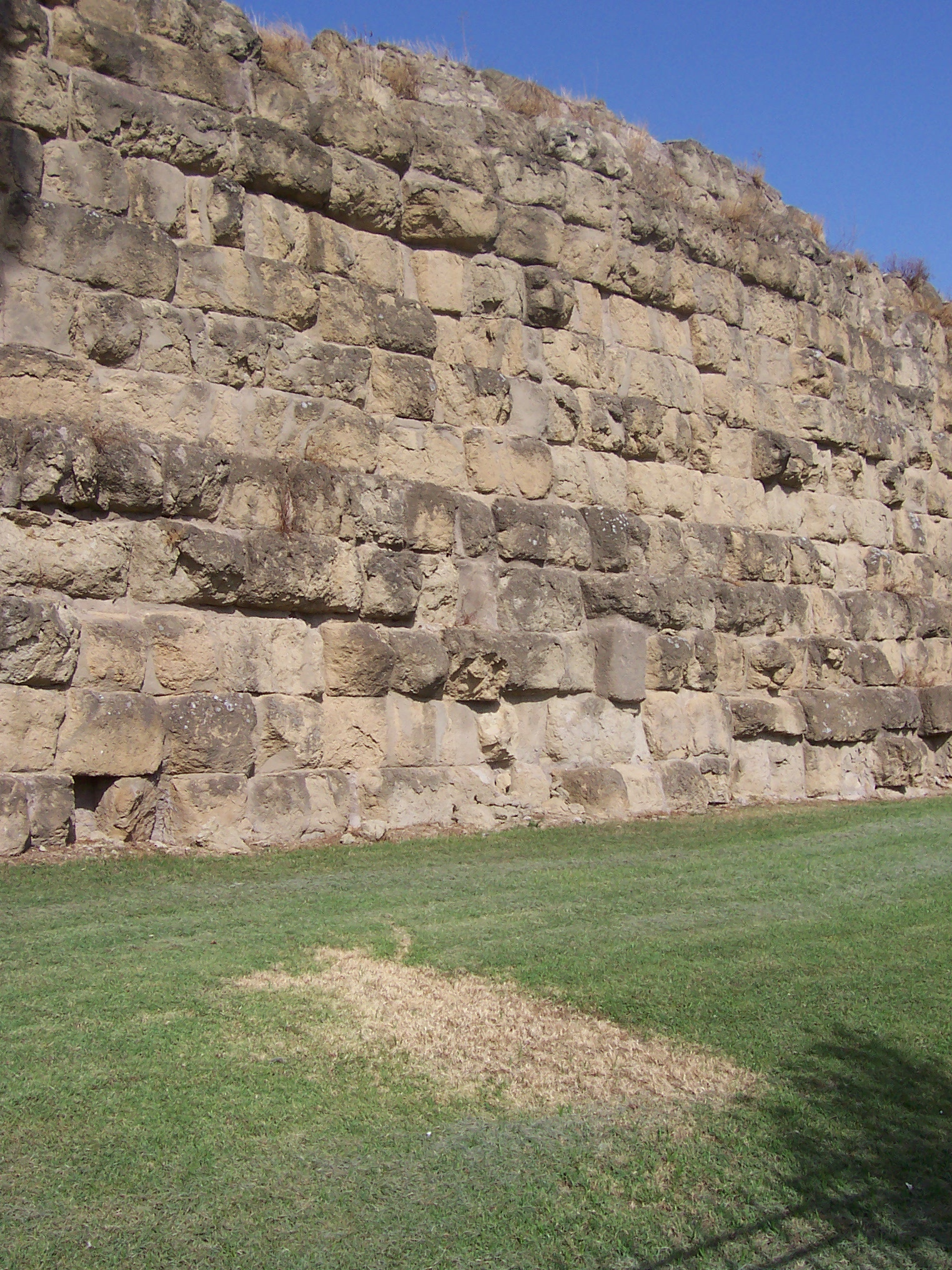
500人広場内のセルウィウス城壁

500人広場の北端（マルサーラ通り）沿いには古代ローマ時代のセルウィウス城壁が残存している。広場の北西側は306年に建てられたディオクレティアヌス浴場跡で、現在はサンタ・マリア・デッリ・アンジェリ・エ・デイ・マルティーリ聖堂やローマ国立博物館の分館となっている。また、広場の南西側にはローマ国立博物館の本館であるマッシモ宮となっている。

## アクセス
- イタリア鉄道 ローマ・テルミニ駅
- ローマ地下鉄 A線,B線 テルミニ駅、レプッブリカ駅 (ローマ地下鉄)
- ATAC トラム 5系統, 14系統 テルミニ停留所
- ATAC 軽便鉄道 ローマ＝ジャルディネッティ線 ローマ・ラツィアリ駅より北西へ約500m
- ATAC テルミニ・バスターミナル - 広場の南西側半分がバスターミナル